# Marga Engel schlägt zurück
Marga Engel schlägt zurück ist eine deutsche Filmkomödie von Helmut Metzger aus dem Jahr 2001. Es handelt sich um den Pilotfilm der dreiteiligen ARD-Reihe Marga Engel mit Marianne Sägebrecht in der Titelrolle einer bayerischen Köchin. Die deutsche Erstausstrahlung erfolgte am 14. März 2001.

## Handlung
Köchin Marga Engel arbeitet in einem bayerischen Landgasthof. Das Richtfest ihres neuen Hauses, das sie bauen lassen hat, endet für Engel in einer Tragödie, weil ihr hier erst klar wird, dass sie zum Betrugsopfer des Bauunternehmens Ohrmann wurde. Erzürnt über das Unrecht, das ihr widerfahren ist, fährt sie zur Zentrale des Unternehmens nach Leipzig. Hier kann sie nichts erreichen, da sie keinen Termin hat. Beim Arbeitsamt wird sie vom Fleck weg von einer mondänen Dame engagiert, die schnellstmöglich eine gute Köchin benötigt. So kommt sie ausgerechnet zum Bauunternehmer Ohrmann als Köchin. Nachdem sie mit Ohrmanns Auto Einkaufen war, wird eine Sabotage am Auto verübt. Hier bemerkt sie den Anwalt Dr. Schöller, der nach einer Aussprache genauso ein Opfer von Ohrmanns Betrügereien ist.
Ohrmann, der keine Freunde hat, vertraut Marga eine Tasche mit Unterlagen an. Nachdem eine Razzia stattgefunden hat, bringt Marga die Tasche wieder zurück, jedoch hat sie Kopien gemacht. Sie bittet Ohrmann, sich selbst anzuzeigen, dann hätte er nur ein Jahr Gefängnis zu befürchten. Er willigt ein und geht in Untersuchungshaft, was er mit Erleichterung auffasst. Im weiteren Verlauf will nun Henning Gössel die Firma übernehmen. Hier kann Marga und Dr. Schöller größere illegale Aktivitäten nachweisen. Entnervt unterschreibt Gössel ein Schuldeingeständnis. Schließlich bewohnen Marga und Dr. Schöller nun das Gärtnerhaus auf Ohrmanns großem Grundstück.

## Kritik
Die Kritiker der Fernsehzeitschrift TV Spielfilm zeigten für die „mitunter etwas brav inszenierte TV-Komödie mit dem netten Racheengel“ den Daumen nach oben und vergaben für Humor zwei und für Spannung einen von drei möglichen Punkten. Sie resümierten: „Die Rache ist nicht nur süß, sondern auch lustig“.